# Миристинат натрия
Миристинат натрия — химическое соединение,
соль натрия и миристиновой кислоты
с формулой C13H27COONa,
бесцветные кристаллы,
растворяется в воде.

## Получение
- Нейтрализация миристиновой кислоты гидроксидом натрия:

{\displaystyle {\mathsf {NaOH+C_{13}H_{27}COOH\ {\xrightarrow {}}\ C_{13}H_{27}COONa+H_{2}O}}}

## Физические свойства
Миристинат натрия образует кристаллы
ромбической сингонии,

параметры ячейки a = 0,72 нм, b = 3,39 нм, c = 0,50 нм, Z = 4.
Растворяется в воде.

## Применение
- Парфюмерия.
- Пенообразователь.